# Ed O'Brien
Ed O'Brien, rodným jménem Edward John O'Brien (* 15. dubna 1968 Oxford) je anglický kytarista. Studoval ekonomiku na Manchesterské univerzitě. Počínaje rokem 1985 je členem rockové skupiny Radiohead. Časopis Rolling Stone jej v roce 2003 zařadil na šedesátou příčku žebříčku 100 nejlepších kytaristů všech dob (v tomtéž žebříčku z roku 2011 již nefiguroval). Vedle Radiohead spolupracoval například s Neilem Finnem či skupinou Asian Dub Foundation. V říjnu 2016 řekl, že pracuje na sólovém albu.